# Limbo (Aminé)
Limbo è il secondo album in studio del rapper statunitense Aminé, pubblicato il 7 agosto 2020 da CLBN e Republic Records. Prodotto da Aminé insieme ad un folto gruppo di produttori, l'album è stato anticipato da tre  singoli (Shimmy il 26 febbraio 2020, Riri il 29 maggio e Compensating il 6 luglio) e vede la collaborazione di JID, Charlie Wilson, Young Thug, Slowthai, Vince Staples, Summer Walker e Injury Reserve.

## Il disco
Pubblicato tre anni dopo il debutto Good for You (2017) e due dopo il mixtape OnePointFive (2018), Limbo è una diretta evoluzione di quest'ultimo, presentando influenze sia dall'hip hop tradizionale (Shimmy, che fa riferimento a Shimmy Shimmy Ya di Ol' Dirty Bastard; Burden, Fetus, My Reality, Mama, Roots) che dal pop rap e dalla trap (Woodlawn, Riri, Compensating, Pressure in My Palms, Can't Decide) oltre che dal neo-soul e il Contemporary R&B.

## Tracce
1. Burden – 3:31
2. Woodlawn – 2:23
3. Kobe – 0:39
4. Roots (featuring JID & Charlie Wilson) – 4:28
5. Can't Decide – 2:53
6. Compensating (featuring Young Thug) – 3:18
7. Shimmy – 2:14
8. Pressure in My Palms (featuring Slowthai & Vince Staples) – 3:58
9. Riri – 3:02
10. Easy (featuring Summer Walker) – 3:31
11. Mama – 3:39
12. Becky – 3:41
13. Fetus (featuring Injury Reserve) – 3:52
14. My Reality – 3:09